# Chlorochaeta apicipicta
Chlorochaeta apicipicta là một loài bướm đêm trong họ Geometridae.